# Walter Uhlmann
Walter Uhlmann (Leipzig, Imperio alemán, 14 de junio de 1904-Fráncfort del Meno, Alemania, 11 de junio de 1991) fue un mecánico de precisión y sindicalista comunista que fue parte de la resistencia alemana al nazismo.

## Biografía
Walter Uhlmann nació en una familia obrera como hijo de un constructor de cajones. Aprendió el oficio de mecánico de precisión.
En 1919 ingresó en la Juventud Socialista Libre (Freie Sozialistische Jugend o FSJ) y desde 1923 fue funcionario de la Juventud Comunista de Alemania (Kommunistische Jugend Deutschlands o KJD). En 1925 se mudó a Colonia y fue jefe de un distrito de la Asociación de la Juventud Comunista de Alemania (Kommunistischer Jugendverband Deutschlands o KJVD). Después trabajó por un periodo corto para el comité central y el servicio de inteligencia del Partido Comunista de Alemania o KPD. En 1928 regresó a Leipzig.
Como miembro prominente de la oposición derecha dentro del partido, Walter Uhlmann fue expulsado del KPD en diciembre de 1928 y fue uno de los cofundadores de la KPO (Kommunistische Parteiopposition u Oposición Comunista del Partido). Luego se mudó a Berlín y fue parte de la junta directiva del Reich de la organización juvenil de la KPO (Kommunistische Jugend-Opposition u Oposición Comunista de la Juventud). Se convirtió en redactor de una revista de la KPO llamada «Junge Kämpfer» (Luchadores Jóvenes).
Después de 1933 Walter Uhlmann vivió en la clandestinidad. Dirigió la producción y reproducción fotomecánica de una revista de grupos de resistencia sindicales para obreros metalúrgicos con una tirada de unos seiscientos ejemplares a la semana en 1933 y 1934. De 1934 a 1937 Walter Uhlmann fue miembro del comité de Berlín de la KPO. El 22 de febrero de 1937 fue detenido y el 24 de noviembre de 1937 condenado a ocho años de reclusión.
Después de 1945 Walter Uhlmann vivió en Berlín Este, fue miembro del Partido Socialista Unificado de Alemania (SED) y se comprometió en la Federación Alemana de Sindicatos Libres (Freier Deutscher Gewerkschaftsbund o FDGB). En 1953 huyó a Alemania Occidental para evitar su detención. Allí trabajó como redactor para la IG Metall. Murió el 11 de junio de 1991 en Fráncfort del Meno.